# Rebecca Shorten
Rebecca Shorten (* 25. November 1993 in Belfast, Vereinigtes Königreich) ist eine britische Ruderin.

## Karriere
Rebecca Shorten wuchs in Nordirland auf und begann am Methodist College Belfast mit dem Rudersport. 2011 gewann sie im Doppelvierer für Irland die Bronzemedaille beim Coupe de la Jeunesse.
2017 belegte sie den vierten Platz bei den Europameisterschaften in Račice u Štětí mit dem britischen Achter der Frauen. Beim zweiten Ruder-Weltcup der Saison, der in Posen stattfand, konnte sie in derselben Bootsklassen die Silbermedaille hinter dem Boot aus Neuseeland gewinnen. Es folgte der Gewinn der Bronzemedaille hinter den Rumäninnen und Neuseeländerinnen beim dritten Weltcup in Luzern. Zum Abschluss der Saison folgte der fünfte Platz im Achter bei der Weltmeisterschaft.
Zum Beginn der Saison 2018 startete sie beim Weltcup in Belgrad im Achter und im Vierer ohne. Während es im Vierer ohne nur zu einem vierten Platz reichte, konnte sie im Achter die Silbermedaille hinter den Niederländerinnen gewinnen. Beim zweiten Weltcup in Linz startete sie nur noch im Vierer ohne und konnte dieses Mal die Silbermedaille hinter dem Boot aus Australien gewinnen. Im August gewann Shorten als Schlagfrau des britischen Achters zusammen mit Anastasia Merlott Chilly, Rebecca Girling, Fiona Gammond, Katherine Douglas, Holly Hill, Holly Norton, Karen Bennett und Matilda Horn die Silbermedaille bei den Europameisterschaften in Glasgow hinter dem rumänischen Boot. Im etwas umbesetzten Achter belegte sie anschließend den sechsten Platz bei den Weltmeisterschaften.
2019 gewann sie mit Fiona Gammond, Zoe Lee, Josephine Wratten, Harriet Taylor, Rowan McKellar, Karen Bennett, Holly Norton und Matilda Horn im britischen Achter bei den Europameisterschaften in Luzern wieder die Silbermedaille hinter den Rumäninnen. Beim zweiten Weltcup der Saison in Posen gewannen sie die Bronzemedaille hinter den Booten aus Australien und den USA. Beim abschließenden dritten Weltcup reichte es in Rotterdam nur zu einem fünften Platz für den britischen Achter. Ebenfalls den fünften Platz belegten sie bei den Weltmeisterschaften. Nachdem 2020 der Großteil der Saison abgesagt wurde, verzichtete Großbritannien aufgrund der Corona-Pandemie auch auf einen Start bei den Europameisterschaften im Oktober. Zu Beginn der Saison 2021 nahm Großbritannien aber wieder an den Europameisterschaften in Varese teil. In der langen Wettkampfpause ist Rebecca Shorten zusammen mit Rowan McKellar, Harriet Taylor und Karen Bennett aus dem Achter in den Vierer ohne Steuerfrau gewechselt. Die vier konnten hinter den Booten aus den Niederlanden und Irland die Bronzemedaille gewinnen. In Tokio bei den Olympischen Spielen in Tokio setzten sich die Australierinnen durch und gewannen vor den Niederländerinnen und den Irinnen, mit einer Sekunde Rückstand auf die Irinnen belegten die Britinnen den vierten Platz.
2022 bildeten Heidi Long, Rowan McKellar, Samantha Redgrave und Rebecca Shorten den neuen britischen Vierer ohne Steuerfrau. Bei den Europameisterschaften in München erruderten die Britinnen den Titel vor den Irinnen und den Rumäninnen. Die vier Britinnen traten auch im Achter an und wurden Zweite hinter dem rumänischen Achter. Einen Monat später traten Long, McKellar, Redgrave und Shorten bei den Weltmeisterschaften in Račice u Štětí nur im Vierer an und gewannen den Weltmeistertitel vor den Niederländerinnen und den Australierinnen. Im Jahr darauf siegten die Rumäninnen im Vierer bei den Europameisterschaften 2023 in Bled vor der britischen Crew und den Niederländerinnen. Drei Monate später bei den Weltmeisterschaften in Belgrad gewannen die Niederländerinnen vor den Rumäninnen und den Britinnen. Helen Glover, Esme Booth, Samantha Redgrave und Rebecca Shorten siegten im Vierer bei den Europameisterschaften 2024 in Szeged mit anderthalb Sekunden Vorsprung vor den Rumäninnen. Drei Monate später bei der Olympiaregatta in Paris gewannen die Niederländerinnen mit 0,18 Sekunden Vorsprung vor dem britischen Vierer.

## Internationale Erfolge
- 2011: Bronzemedaille Coupe de la Jeunesse im Doppelvierer
- 2017: 4. Platz Europameisterschaften im Achter
- 2017: 5. Platz Weltmeisterschaften im Achter
- 2018: Silbermedaille Europameisterschaften im Achter
- 2018: 6. Platz Weltmeisterschaften im Achter
- 2019: Silbermedaille Europameisterschaften im Achter
- 2019: 5. Platz Weltmeisterschaften im Achter
- 2021: Bronzemedaille Europameisterschaften im Vierer ohne Steuerfrau
- 2021: 4. Platz Olympische Spiele 2020 im Vierer ohne Steuerfrau
- 2022: Goldmedaille Europameisterschaften im Vierer ohne Steuerfrau
- 2022: Silbermedaille Europameisterschaften im Achter
- 2022: Goldmedaille Weltmeisterschaften im Vierer ohne Steuerfrau
- 2023: Silbermedaille Europameisterschaften im Vierer ohne Steuerfrau
- 2023: Bronzemedaille Weltmeisterschaften im Vierer ohne Steuerfrau
- 2024: Goldmedaille Europameisterschaften im Vierer ohne Steuerfrau
- 2024: Silbermedaille Olympische Spiele im Vierer ohne Steuerfrau